# Chalcogenia elegans
Espèce
Chalcogenia elegans est une espèce de coléoptères de la famille des Buprestidae, de la sous-famille des Buprestinae et de la tribu des Anthaxiini. Elle est trouvée en Éthiopie.